# Lingua palauana
La lingua palauana è una lingua maleo-polinesiaca parlata a Palau. Ha circa 17 000 parlanti ed ha adottato alcune parole da spagnolo e giapponese. In minor misura è parlata anche nella vicina Guam, isola dipendente dagli Stati Uniti d'America.

## Distribuzione geografica
Secondo l'edizione 2009 di Ethnologue, a Palau la lingua è parlata da 14 800 persone. La lingua è attestata anche a Guam e negli Stati Uniti d'America, per un totale complessivo di circa 17 000 locutori.

### Lingua ufficiale
La lingua palauana è lingua ufficiale di 13 dei 16 stati del Palau. Non lo è negli Stati di Angaur (dove ufficiali sono l'inglese, il giapponese e angaur), Hatohobei (dove sono ufficiali inglese e tobiano) e Sonsorol (dove si parlano inglese e sonsorol).

## Fonologia
Il palauano consta di 5 vocali e 10 consonanti.

### Vocali
|             | Anteriore | Centrale | Posteriore |
| ----------- | --------- | -------- | ---------- |
| Alte        | i         |          | u          |
| Medio-alte  |           |          | o          |
| Medio-basse | ɛ         |          |            |
| Basse       |           | a        |            |

Tutte le vocali, a seconda del contesto, possono divenire [ə].

### Consonanti
|               | Bilabiale | Dentale | Alveolare | Velare | Glottale |
| ------------- | --------- | ------- | --------- | ------ | -------- |
| Nasale        | m         |         |           | ŋ      |          |
| Occlusiva     | p         | t       |           | k      | ʔ        |
| Fricativa     |           | ð       | s         |        |          |
| Approssimante | w         |         |           |        |          |
| Polivibrante  |           |         | r         |        |          |
| Laterale      |           |         | l         |        |          |

## Sistema di scrittura
Per la scrittura viene usato l'alfabeto latino.